# 英为财情
Investing.com，中國大陸譯為英为财情，是一个财经平台和新闻网站，是全球三大金融网站之一，由德罗·埃弗拉特（Dror Efrat）创立于2007年。它提供市场行情，有关股票、期货、期权、分析以及大宗物资等方面的资讯。2021年4月，该网站被一家位于东亚的国际投资基金以5亿美元的价格收购。

## 历史
Investing.com成立于2007年，初名Forexpros。
Forexpros在2012年底以245万美元的总代价收购了域名Investing.com。
2021年4月，以色列《环球报》（Globes）称Investing.com被一家位于东亚的国际投资基金以5亿美元的价格收购。